# Melčice-Lieskové
Melčice-Lieskové es un municipio del distrito de Trenčín en la región de Trenčín, Eslovaquia, con una población estimada a final del año 2024 de 1713 habitantes.
Se encuentra ubicado en el centro-norte de la región, cerca del río Váh (cuenca hidrográfica del Danubio) y de la frontera con la República Checa.

## Demografía
| Año        | 1994 | 2004    | 2014    | 2024    |
| ---------- | ---- | ------- | ------- | ------- |
| Población  | 1541 | 1557    | 1619    | 1713    |
| Diferencia |      | +1,03 % | +3,98 % | +5,80 % |

| Año        | 2023 | 2024    |
| ---------- | ---- | ------- |
| Población  | 1719 | 1713    |
| Diferencia |      | −0,34 % |